# هيزان
هيزان (بالإنجليزية: Hizan, Iran)‏ هي قرية تقع في أردبيل في إيران. يقدر عدد سكانها بـ 300 نسمة بحسب إحصاء 2016.